# 叶伟国
叶伟国（2008年8月18日—），本名戈尔杰伊·叶夫根耶维奇·科列索夫（俄语：Горде́й Евге́ньевич Ко́лесов，羅馬化：Gordey Evgenevich Kolesov，俄罗斯神童，国际象棋手，2015年CCTV-1电视节目《家庭幽默大赛》获奖者（时年6岁零5个月）。会说5种语言（俄语、汉语、西班牙语、英语和法语），通晓555个成语。世界国际象棋联合会主席基尔桑·伊柳姆日诺夫称其为“国际象棋界的小佛陀”。叶伟国有3个妹妹——叶美兰（米拉娜）、叶丽兰（阿嘎达）和叶塞尼亚。

## 经历
叶伟国出生于莫斯科。在他两个月大的时候，在广州运营傲天咨询国际有限公司（Optim Consult）的父亲叶夫根尼·科列索夫将他带到了广州。叶伟国的荧屏首秀是出现在2014年4月的俄罗斯第一频道节目《做自己的导演》（俄罗斯版的《美国家庭滑稽录像》），以其汉字知识和同妹妹合唱的中文歌而获得赞许。
2015年1月，参加CCTV-1电视节目《家庭幽默大赛》。他的家庭获得了首届CCTV家庭幽默大赛十大幽默家庭大奖。2015年2月下旬，Youtube上China with Evgeny Kolesov配有俄文字幕的视频在一个星期之内获得了超过100万次的点击量。俄罗斯媒体赞其更胜外交官。

## 争议
叶伟国的父亲叶夫根尼·科列索夫被曝在俄罗斯社交网络Vkontakte上丑化中国男性，引起了部分网友的关注。